# Hans G. Klemm
Hans G. Klemm (n. 21 august 1957, Dearborn⁠(d), Michigan, SUA) este un diplomat american, din 2015 ambasador al Statelor Unite ale Americii în România. Între 12 iunie 2007 și 25 mai 2010 a fost ambasador al Statelor Unite în Timorul de Est. 
Klemm a absolvit Indiana University din Bloomington, SUA cu o licență în economie și istorie și Universitatea Stanford cu un masterat în Politici internaționale de dezvoltare.
S-a alăturat United States Foreign Service în 1981 și a fost promovat în rangul de Senior Foreign Service în 2001.
Între 2012 și 2015 a fost prim vice-secretar de stat asistent în cadrul Biroului de resurse umane din cadrul Departamentului de Stat SUA. Din ianuarie 2015 a fost consilier senior al sub-secretarului pentru Management la Departamentul de Stat. În martie 2015 președintele Barack Obama și-a anunțat intenția de a-l nominaliza ambasador în România. Senatul SUA a aprobat în data de 22 iulie 2015 numirea lui Klemm în acest post.